# 경상북도의 시내버스
경상북도의 시내버스는 경상북도를 주관으로 담당하는 시내버스로 총 37개의 시내버스와 시외버스 업체로 구성되어 있다.

## 노선 종류

### 일반좌석버스
- 포항시 : 100번, 200번, 500번, 510번, 600번, 700번
- 경주시
- 김천시
- 구미시
- 영주시
- 봉화군 : 33번
- 영천시
- 상주시
- 문경시 : 100번, 200번, 300번
- 의성군
- 청송군
- 영덕군
- 칠곡군 : 250번
- 울진군

### 도시형버스
- 포항시
- 경주시
- 김천시
- 안동시
- 구미시
- 영주시
- 봉화군
- 영천시
- 상주시
- 문경시
- 경산시
- 의성군
- 청송군
- 영양군
- 영덕군
- 청도군
- 고령군
- 성주군
- 예천군
- 울진군
- 울릉군

## 같이 보기
- 대구권 광역요금제